# Río Teuquito
El río Teuquito está formado por un desprendimiento del Río Teuco en la provincia argentina de Salta, pasando después a la de Formosa, donde discurre la mayor parte de su curso. Está canalizado en su mayor parte para llevar agua al embalse de Laguna Yema, también vuelca a través de arroyos al bañado La Estrella. Desde el Teuco, el denominado canal Derivador cruza por el medio a la reserva natural Formosa y vuelca sus aguas en el Teuquito. Es de importancia vital para los pobladores del semidesierto del oeste formoseño. Tiene una longitud de 230 km.